# Scener ur ett handfats liv
Scener ur ett handfats liv är en svensk kortfilm från 1987 i regi av Harald Hamrell.
Filmen skildrar livet speglat genom händelser i ett handfat. Den producerades av Hamrell och Mats Ardström och fotades av Ardström. Musiken komponerades av Greg FitzPatrick och Hamrell stod för klippningen. Filmen premiärvisades den 3 oktober 1987 på Folkets Bio i Stockholm. Den 11 mars 1988 visades den på biografen Sture som förfilm till Woody Allens September.
Scener ur ett handfats liv har belönats med en rad priser. 1988 fick den publikens pris vid en filmfestival i Oberhausen och 1990 fick den motta fyra priser: Bronze Apple Award i Oakland, första pris i kategorin experimentfilm i Suffolk County, Achievement Award vid The Big Muddy Film Festival i Illinois och Blue Ribbon Award vid American Film & Video Festival i San Francisco.